# Pouteria izabalensis
Pouteria izabalensis är en tvåhjärtbladig växtart som först beskrevs av Paul Carpenter Standley, och fick sitt nu gällande namn av Charles Baehni. Pouteria izabalensis ingår i släktet Pouteria och familjen Sapotaceae. IUCN kategoriserar arten globalt som nära hotad. Inga underarter finns listade i Catalogue of Life.